# 陈伯希
陈伯希（1922年—2016年5月30日），原名陈丕绪，男，山东潍坊人，中国国画家、版画家、书法家，一级美术师，曾任中国美术家协会理事。